# ديكسون نواكايمي
ديكسون نواكايمي (بالإنجليزية: Dickson Nwakaeme)‏ (21 مايو 1986 بلاغوس في نيجيريا - ) هو لاعب كرة قدم نيجيري في مركز الهجوم. لعب مع إنتر كلوب وكووبيون بالوسيورا ونادي أنجيه ونادي أوبه ونادي سونغ لام نغي أن ونادي كلنتن ونادي بهانغ ‏ والبورك بولدسبيلكلوب ‏ وFC OPA ‏ وASC Niarry Tally ‏.

## روابط خارجية
- ديكسون نواكايمي على موقع قاعدة بيانات كرة القدم.إي يو (الإنجليزية)
- ديكسون نواكايمي على موقع Soccerway.com (الإنجليزية)
- ديكسون نواكايمي على موقع عالم كرة القدم.نت (الإنجليزية)
- ديكسون نواكايمي على موقع AS.com (الإسبانية)